# Некъф ужас, некъф ат
„Некъф ужас, некъф ат“ е вторият албум на българската рок група Хиподил, издаден в края на 1994 година. Промоционалното турне на албума се разпростира в 12 града и е увековечено с 20-часов филмиран материал.

## Песни
- 1. Вход
- 2. Кой намаза със лайна
- 3. Кът кокошчице...
- 4. Отече
- 5. Море от алкохол
- 6. Жените са за педераси
- 7. Заплаха за избиване на зъб
- 8. Облаци
- 9. Мръсен гаден ден
- 10. Иво
- 11. Мони и Домчил
- 12. Хиподили
- 13. L.A.-но моме
- 14. Таковата
- 15. Седя на бара
- 16. Джуджанка
- 17. Снежанка
- 18. Психо
- 19. Галилео, Галилео
- 20. Бирата се лее

(Музиката е дело главно на Петър Тодоров, всички текстове са написани от Светослав Витков)

### Музиканти
- Светослав Витков – вокали
- Петър Тодоров – китари, вокали
- Венци Басистчето – бас китара
- Лъчезар Маринов – барабани